# رکن‌الدین محمود ملاحمی
رکن‌الدین محمود بن محمد ملاحمی خوارزمی عالم معتزلی پیرو ابوالحسین بصری بود. وی صاحب کتبی همچون الفائق فی اصول الدین، تحفة المتکلمین فی الرد علی الفلاسفة، المعتمد فی أصول الدین و التجرید فی اصول الفقه است.